# Sigmund Freud – Auf den Spuren des berühmten Psychoanalytikers
Sigmund Freud – Auf den Spuren des berühmten Psychoanalytikers ist eine Filmdokumentation. Sie wurde anlässlich des 150. Geburtstags von Sigmund Freud (6. Mai 2006) produziert und erstmals auf 3sat am 19. April 2006 ausgestrahlt. Diese Dokumentation wird von der Sigmund Freud Privatstiftung Wien sowie dem Goethe-Institut als filmisches Standardwerk empfohlen.
Neben dem historischen Abriss des Lebens und Wirkens Sigmund Freuds und der Entstehung und Entwicklung der Psychoanalyse schenkt die Dokumentation vor allem Freuds Zeitgenossen sowie seinen Anhängern und Kritikern – Psychoanalytiker, Schriftsteller, Filmemacher, Anwälte – Gehör. Unter anderem sind im Interview zu sehen Freuds Tochter Anna Freud sowie sein Enkel Anton Walter Freud.
Über die Bedeutung von Freuds Theorien diskutieren der Freud-Biograf Carl Schorske, Psychoanalytiker wie Hannah Segal, Margarete Mitscherlich und Harald Leupold-Löwenthal sowie die New Yorker Emigranten Peter Neubauer und John F. Kafka. Ihre persönlichen Erfahrungen mit der Psychoanalyse stellen die Filmemacher Woody Allen und Bernardo Bertolucci und der New Yorker Anwalt und Autor Louis Begley dar, die sich nach ihren Worten selbst regelmäßig auf die „Couch“ begeben. 
Der amerikanische Konzeptkünstler Joseph Kossuth stellt seine Ansicht zu Freud auf seine Weise im Sigmund Freud Museum dar. Die Nobelpreisträgerin Elfriede Jelinek hingegen will zwar selbst nichts von der Psychoanalyse wissen, drückt jedoch ihre Bewunderung für Freuds Errungenschaft aus.